# نمس مخطط العنق
نمس مخطط العنق (الاسم العلمي Herpestes vitticollis)، نوع من النمس ينتشر في جنوب الهند وسريلانكا. وهو أكبر النموس الآسيوية. قوته الضفادع وسلطعونات وغزلان الفأر والأرانب والقوارض والدجاج. وهو يفضل المناطق المشجرة بالقرب من مصادر المياه العذبة. وغالبًا ما يوجد في المستنقعات وحقول الأرز.